# یاکوپو فانوچی
یاکوپو فانوچی (انگلیسی: Jacopo Fanucchi؛ زادهٔ ۱۸ سپتامبر ۱۹۸۱) بازیکن فوتبال اهل ایتالیا است.
از باشگاه‌هایی که در آن بازی کرده‌است می‌توان به باشگاه فوتبال آلساندریا، باشگاه فوتبال پیزا، و باشگاه فوتبال امپولی اشاره کرد.